# Przebrodzie (Białoruś)
Przebrodzie (biał. Пераброддзе) – wieś na Białorusi, na Pojezierzu Brasławskim, nad jeziorem Dryświaty, 19 km na wschód od Brasławia. Administracyjnie w obwodzie witebskim i rejonie miorskim.

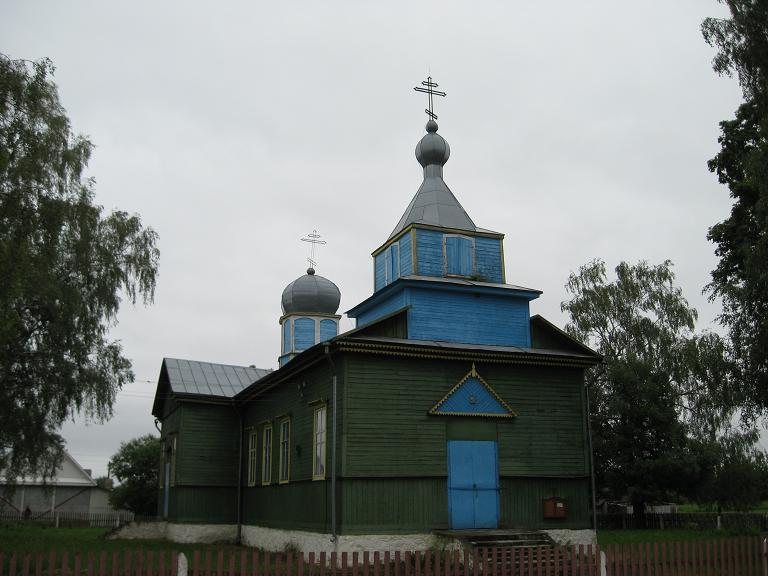
Cerkiew św. Jerzego Zwycięzcy

Znajdują się tu parafialna cerkiew prawosławna pw. św. Jerzego Zwycięzcy oraz kościół rzymskokatolicki pw. Najświętszego Serca Pana Jezusa.

## Historia
Miasto królewskie położone było w końcu XVIII wieku w starostwie grodowym brasławskim w powiecie brasławskim województwa wileńskiego. Prawo miejskie nadał Stanisław August Poniatowski w 1792 roku, na mocy przywileju Zygmunta II Augusta z 1571 roku, gdzie udowodniono istnienie miasta Przebrodzia.
W czasach zaborów miasteczko w powiecie dzisieńskim, w guberni wileńskiej Imperium Rosyjskiego.
W latach 1921–1945 miasteczko leżało w Polsce, w województwie wileńskim, w powiecie dziśnieńskim, od 1926 roku w powiecie brasławskim, w gminie Przebrodzie, a następnie w gminie Nowy Pohost.
Według Powszechnego Spisu Ludności z 1921 roku zamieszkiwało tu 376 osób, 69 było wyznania rzymskokatolickiego, 268 prawosławnego, 20 staroobrzędowego a 19 mojżeszowego. Jednocześnie 31 mieszkańców zadeklarowało polską, 339 białoruską a 6 rosyjską przynależność narodową. Były tu 83 budynki mieszkalne. W 1931 w 93 domach zamieszkiwały 472 osoby.
Wierni należeli do parafii rzymskokatolickiej i prawosławnej w Nowym Pohoście. Miejscowość podlegała pod Sąd Grodzki w Drui i Okręgowy w Wilnie; właściwy urząd pocztowy mieścił się w Nowym Pohoście.
W wyniku napaści ZSRR na Polskę we wrześniu 1939 miejscowość znalazła się pod okupacją sowiecką. 2 listopada została włączona do Białoruskiej SRR. Od czerwca 1941 roku pod okupacją niemiecką. W 1944 miejscowość została ponownie zajęta przez wojska sowieckie i włączona do Białoruskiej SRR.
Od 1991 w składzie niepodległej Białorusi.